# Petite France
La Petite France (literalmente, «Pequeña Francia»; en dialecto alsaciano: Französel), también conocido como el Quartier des Tanneurs (en alemán: Gerberviertel; literalmente, «barrio de los curtidores»), es la parte suroeste de la Gran Isla de Estrasburgo (Alsacia, Francia), la isla más céntrica y típica de la ciudad, que constituye su centro histórico. El barrio está rodeado al norte por el Quai de la Bruche, la Rue du Bain-aux-Plantes, la Place Benjamin-Zix y la Rue des Dentelles; al este por la Rue du Pont-Saint-Martin, el Pont Saint-Thomas y la Passerelle des Moulins; al sur por el Canal du Moulin Zorn; y al oeste por los Puentes Cubiertos.
En la Petite France, el río Ill se divide en varios canales que atraviesan una zona en la que en la Edad Media vivían los curtidores, molineros y pescadores de la ciudad, y que en la actualidad es una de sus principales atracciones turísticas. La Petite France forma parte de la Gran Isla de Estrasburgo, declarada Patrimonio de la Humanidad por la Unesco en 1988.

## Historia

### Pflanzbad, Mühlenplan y Gedeckte Brücken

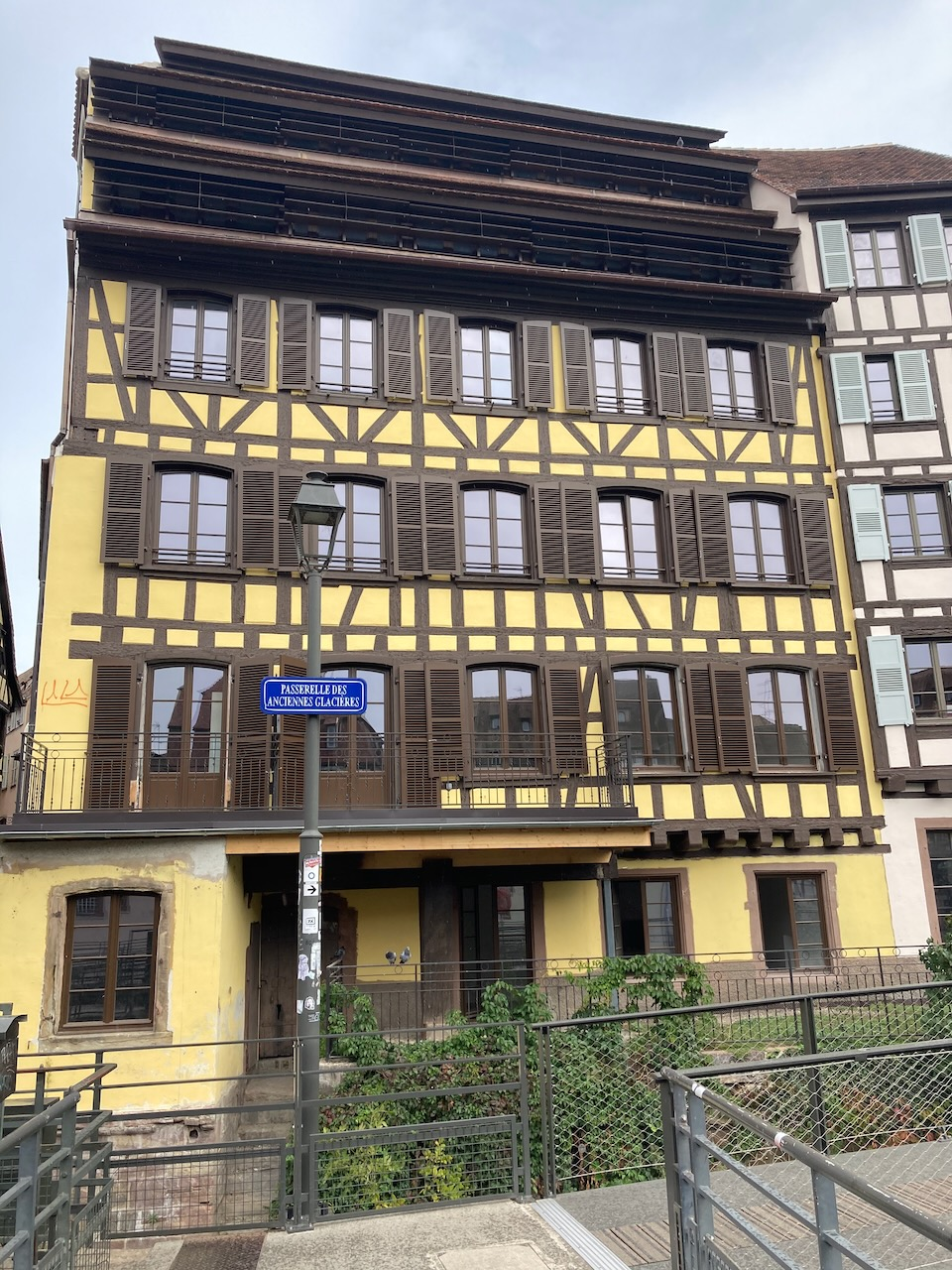
La antigua curtiduría hugonote Bury, en la Rue des Dentelles 12.

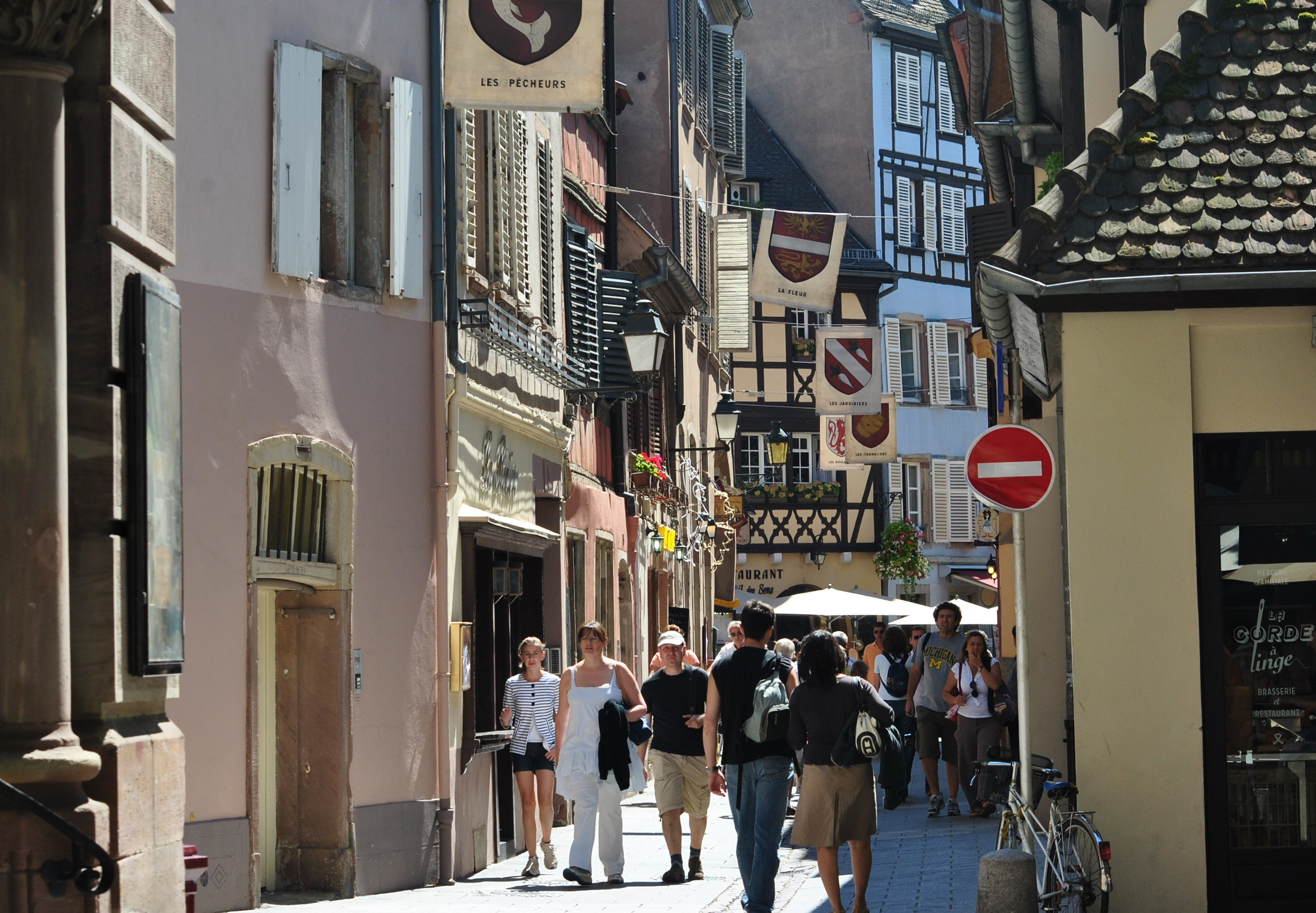
La Rue des Dentelles, una de las calles estrechas del barrio.

El barrio de la Petite France no surgió como entidad urbana hasta el siglo xx. En efecto, ni Adolphe Seyboth ni Frédéric Piton la mencionaron en sus obras sobre la historia del urbanismo de Estrasburgo publicadas a finales del siglo xix. La expresión im kleinen Frankreich, literalmente «en la pequeña Francia», designaba entonces únicamente el terraplén que separaba el canal del molino Spitz y el canal navegable. Hasta el siglo xix, las tres unidades que actualmente componen el barrio eran llamadas en dialecto alsaciano Am Pflanzbad, Der Mühlenplan y Bei den Gedeckten Brücken (literalmente, «en los puentes cubiertos»).
En el siglo xiii, la Rue du Bain-aux-Plantes, la calle principal del barrio, era conocida como Glanzhof. En el siglo xv se convirtió en la Pflanzhof, y posteriormente en Pflanzbad. Este nombre aludía a unos baños públicos situados en el n.º 22, donde las mujeres se sometían a un tratamiento con hierbas aromáticas y beneficiosas.
La Mühlenplan corresponde a la actual Rue des Moulins, llamada a veces el «barrio de los molinos». Por tanto, la Petite France no es un barrio histórico en sentido estricto, sino una zona pintoresca que surgió a orillas del Ill con sus estrechos callejones y sus casas con entramado de madera, que no era muy popular en la época debido a las curtidurías y los olores asociados. Además de los curtidores y molineros, también vivían aquí pescadores pobres, verdugos y prostitutas. Debido a la pobreza, muchas casas se construyeron con entramado de madera. Su origen se remonta al siglo xvi.
Antes de llegar a la Petite France, el río Ill fluye por la presa denominada Barrage Vauban, una estructura defensiva construida a finales del siglo xvii. Tras pasar por ella, el río se divide en el Canal du Faux-Rempart, que discurre al norte de la Gran Isla, y cuatro canales que atraviesan el barrio de la Petite France antes de reunirse en el canal principal del río. Estos cuatro canales son cruzados por los Puentes Cubiertos, una estructura defensiva precedente compuesta por tres puentes y cuatro torres que, pese a su nombre, no ha estado cubierta desde el siglo xviii.
Después de los Puentes Cubiertos, los cuatro canales atraviesan una zona de edificios en gran parte con entramado de madera que, junto con los estrechos callejones y puentes que los conectan entre sí, datan mayoritariamente de los siglos xvi y xvii. Las cubiertas inclinadas de muchos de estos edificios contienen desvanes sin tabiques en los que antiguamente se secaban las pieles. Tres de los cuatro canales que atraviesan el barrio fluyen a través de presas que antiguamente hacían funcionar molinos y otras industrias, mientras el canal situado más al norte es navegable. Este pasa por una esclusa y el puente giratorio denominado Pont du Faisan, en el centro del barrio, y es usado principalmente por barcos turísticos de pasajeros.
En la orilla norte del Ill, en el centro del barrio, está la Maison des Tanneurs, antigua sede del gremio de curtidores, y la Place Benjamin-Zix. De esta plaza irradian varias calles, incluida la Rue du Bain-aux-Plantes y la Rue des Dentelles, también rodeadas por casas con entramado de madera. Hacia el este, estas calles conducen a la iglesia de santo Tomás, la iglesia luterana principal de la ciudad, y hacia el oeste llevan de vuelta a los Puentes Cubiertos y a la iglesia de Saint-Pierre-le-Vieux, en realidad dos iglesias en un mismo edificio (una protestante y otra católica).

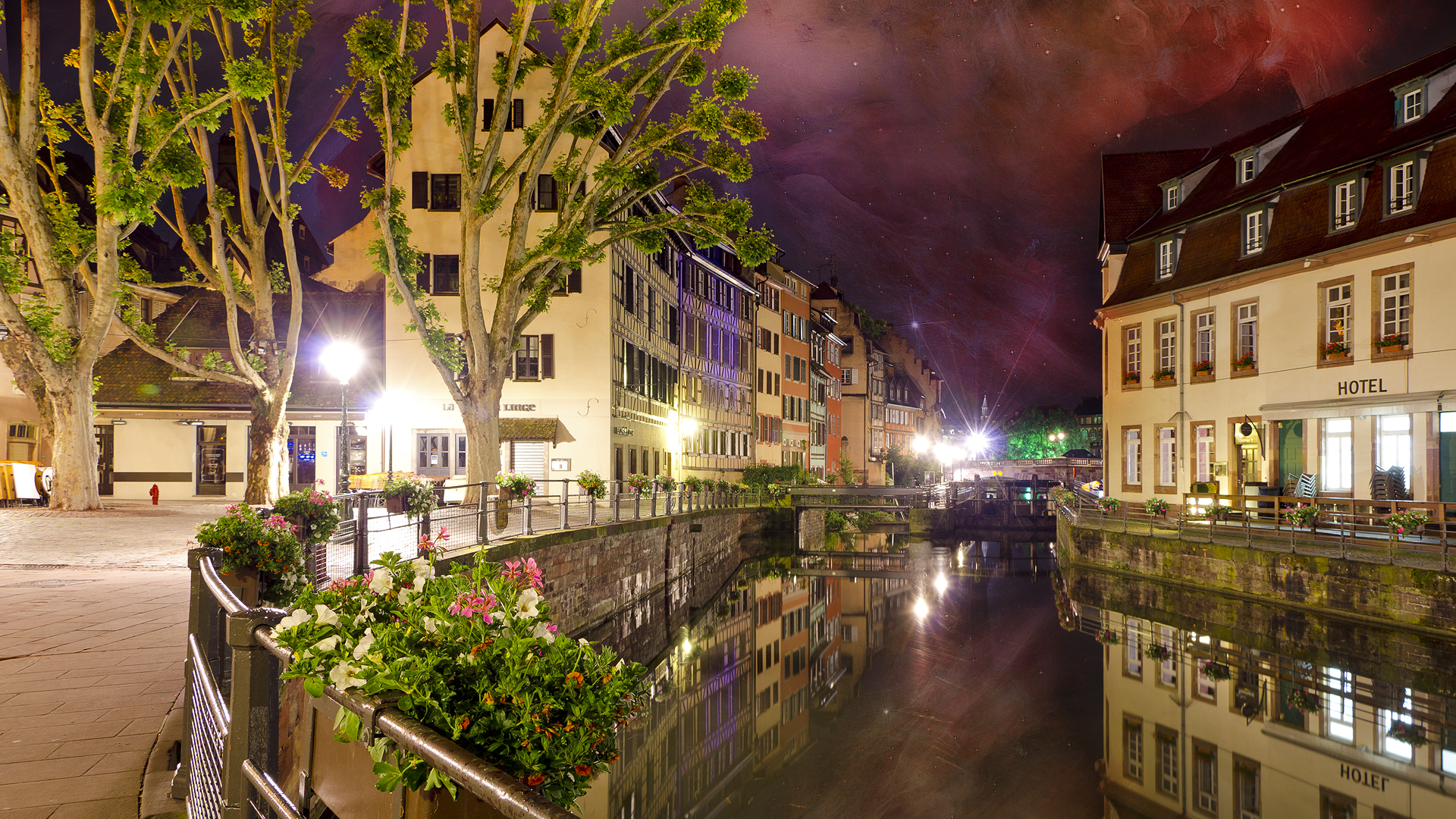
La Petite France por la noche.

### Hospicio de los Incurables

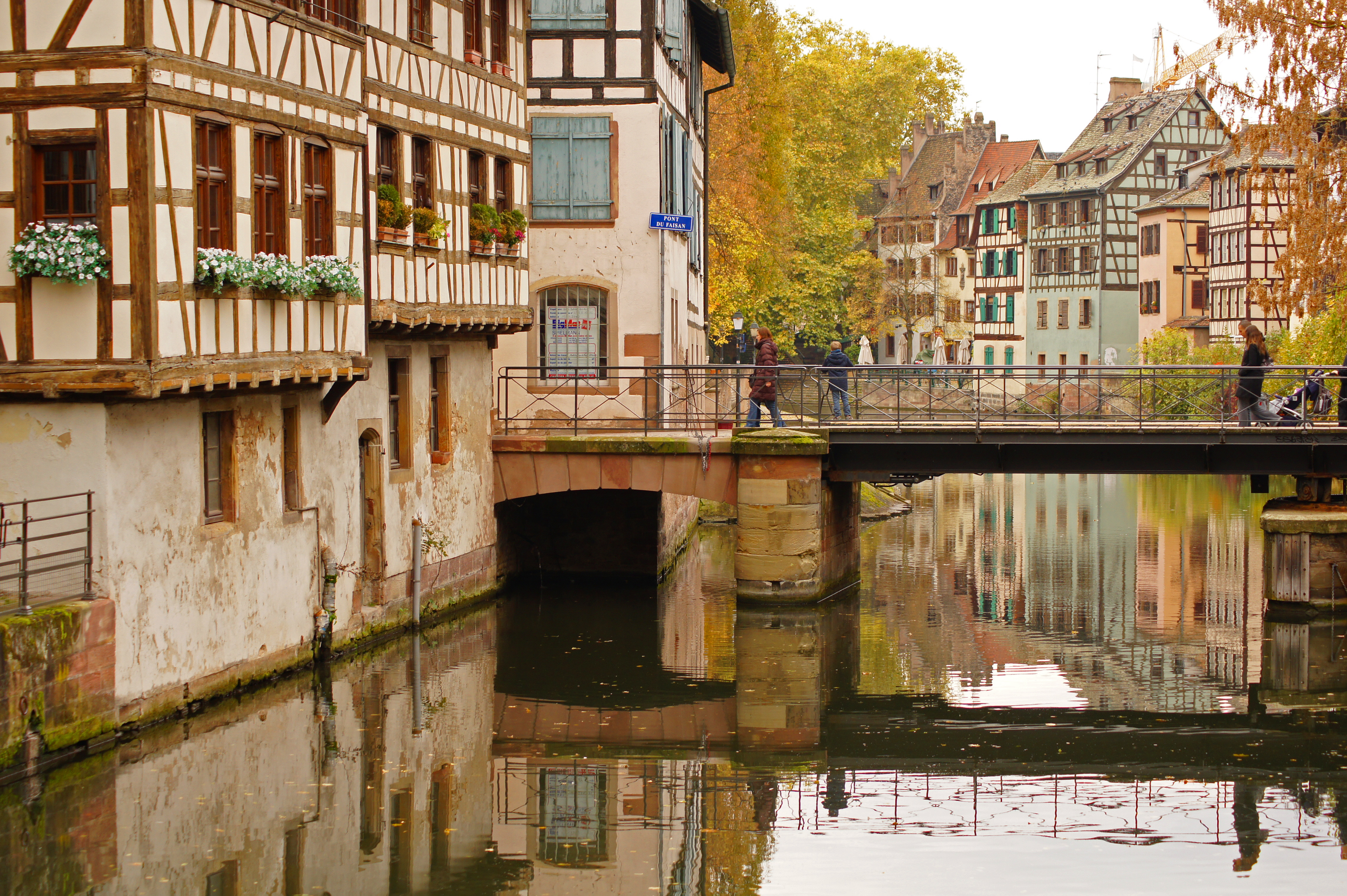
El Pont du Faisan.

El origen del nombre Petite France («Pequeña Francia») no guarda relación con motivos patrióticos o arquitectónicos. En realidad, se debe al Blatterhüs, un hospicio para los incurables situado originalmente en el barrio de Finkwiller y que en 1687 se trasladó a un nuevo edificio en el 6 de la Rue des Moulins, en el actual Quai de la Petite-France (llamado Blodergängel en alsaciano durante los siglos xviii y xix), donde funcionaría durante un periodo de casi trescientos años. Hasta 1789, la ciudad de Estrasburgo era de cultura y lengua predominantemente alemana y toda Alsacia tenía un estatus especial como país extranjero a efectos de la ley aduanera francesa (province à l'instar de l'étranger effectif), lo que significaba que tenía una frontera aduanera con Francia, pero no con el Sacro Imperio Romano Germánico.
El hospicio fue fundado en 1503 por Gaspard Hofmeister, un ciudadano de la ciudad, para los regimientos de lansquenetes de Carlos VIII de Francia, que habían contraído sífilis durante las guerras italianas y llevaron esta enfermedad a la región. El hospicio fue ampliado en 1506 y 1522 antes de su traslado en 1687. La sífilis es una enfermedad que apareció repentinamente en Europa a finales del siglo xv y que pronto requirió una considerable atención para los pacientes, a menudo marginados. En esta época, la población llamaba al hospicio Zum Französel porque la sífilis era considerada una «enfermedad de los franceses». En el siglo xviii, este lugar empezó a ser conocido como el Hospicio de los Incurables. En 1795, el edificio era llamado La Petite France, nombre que posteriormente se extendió a todo el barrio.

## Descripción

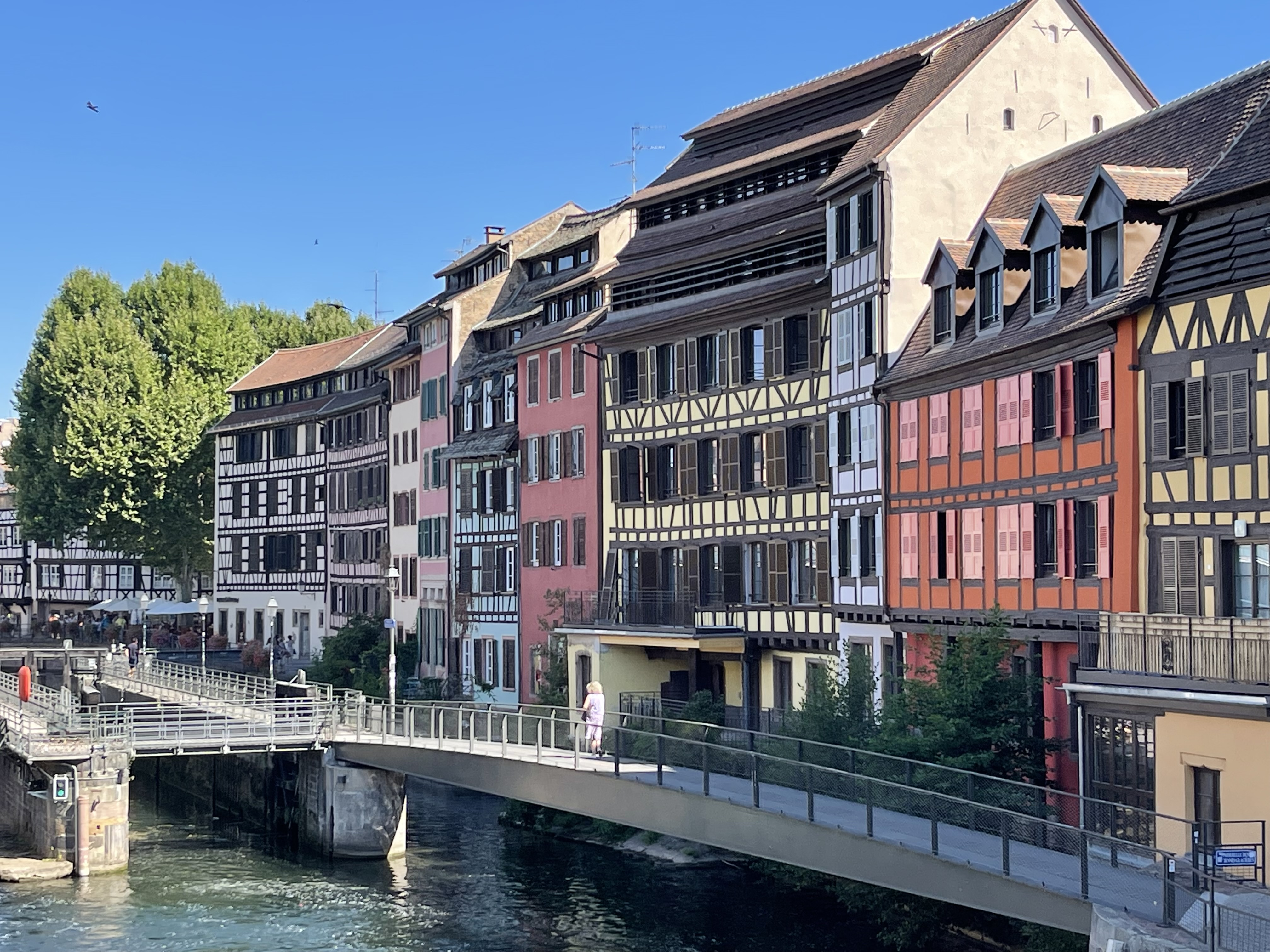
Fachadas hacia el río en los 4-12 de la Rue des Dentelles.

Barrio pintoresco, muy frecuentado por los turistas y que alberga numerosos restaurantes, la Petite France es atravesada por los canales de los molinos Zorn, Düntz y Spitz, así como por el canal navegable. Ha conservado un gran número de casas con entramado de madera, incluida la Maison des Tanneurs y la Maison Haderer.
La Petite France cuenta con dos iglesias: la antigua iglesia de san Martín, junto al puente homónimo, que alberga actualmente el Teatro TJP – Centro Dramático Nacional de Estrasburgo-Gran Este, y la iglesia metodista de Sión en la Place Benjamin-Zix, frente a la Maison des Tanneurs.
El antiguo nevero artificial de Estrasburgo cesó sus actividades en 1990 y en la actualidad alberga un hotel de cinco estrellas. Los Puentes Cubiertos, con sus cuatro torres, delimitan el barrio por el oeste. Río arriba se encuentra la presa Vauban. La Rue des Dentelles no forma parte propiamente del barrio de la Petite France porque fue excluida antes del llenado del foso de los curtidores, lo que se nota también en la arquitectura de sus casas, construidas a menudo en mampostería, mientras las casas de la Petite France tienen entramados de madera.